# Willi Scharnhop
Willi Scharnhop (* 25. Dezember 1904 in Bohndorf, Landkreis Uelzen; † Juni 1968) war ein deutscher Landwirt und Politiker (DP, CDU).

## Leben
Scharnhop war der erstgeborene Sohn des Landwirts Johann Wilhelm August Scharnhop (1874–1949) und dessen Frau Anna Catharina Marie, geborene König (1878–1968), aus Bostelwiebeck. 1912 wurde sein Bruder Wilhelm Heinrich Albert Scharnhop geboren. Er besuchte die höhere Privatschule in Hermannsburg. Nach dem Tod des Vaters erbte er den elterlichen Bauernhof in Bohndorf (heute Ortsteil von Altenmedingen) im Landkreis Uelzen, der sich nachweislich seit 1648 im Besitz seiner Familie befand.
Scharnhop trat nach dem Zweiten Weltkrieg in die Deutsche Partei (DP) ein, für die er ab 1952 dem Kreistag des Landkreises Uelzen angehörte. Von 1953 bis 1968 war er ehrenamtlicher Landrat des Landkreises. 1962 wurde er Mitglied der CDU.
Des Weiteren war Scharnhop bis März 1967 Vorsitzender des Landesverbands Niedersachsen im Bundesverband der ehemaligen Landwirtschaftsschüler und -schülerinnen und wurde dort im Anschluss zum Ehrenmitglied ernannt.